# 皮内利德索尔索内斯
皮内利德索尔索内斯，是西班牙加泰罗尼亚莱里达省的一个市镇。 总面积91平方公里，总人口224人（2001年），人口密度2人/平方公里。